# ASD Arieti Rugby Rieti 2014
L'ASD Rugby Rieti è una società sportiva di rugby a 15 di Rieti.
Attualmente milita nel campionato di Serie C, disputando gli incontri casalinghi presso lo stadio Fulvio Iacoboni.

## La storia
la squadra venne fondata nel 1961 dal Dr. Paolo Vaccari e nella stagione 1981/82 disputò il suo primo e unico campionato nella massima divisione (all'epoca denominata Serie A).